# Maria Coventry, Countess of Coventry

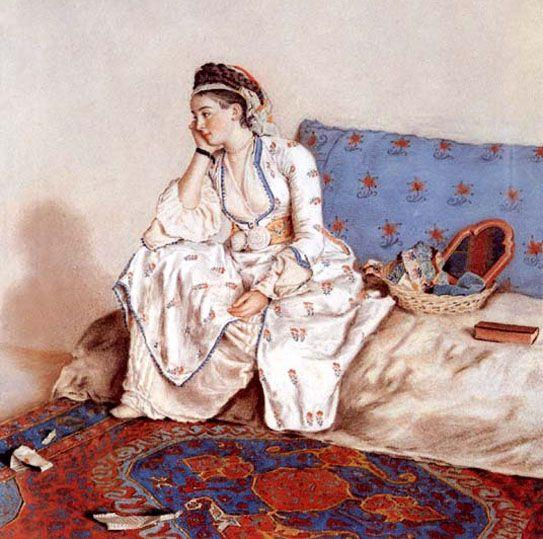
Jean-Étienne Liotard: Maria Gunning, Countess of Coventry in türkischer Tracht, Öl auf Leinwand, 1749

Maria Coventry, Countess of Coventry (geborene Maria Gunning, * 15. August 1732 in Hemingford Grey, Huntingdonshire; † 30. September 1760 in Croome Dabitot, Worcestershire) war eine britische Aristokratin und eine berühmte Schönheit im 18. Jahrhundert.

## Leben

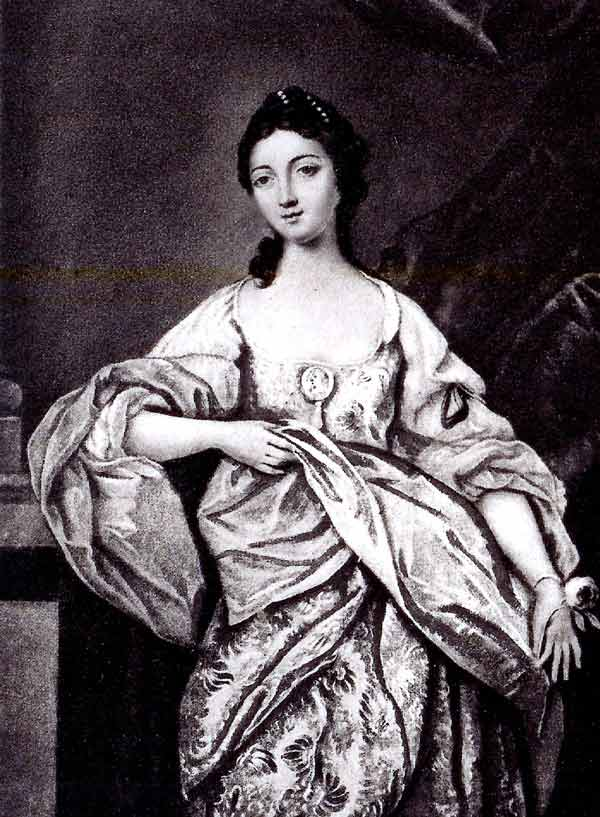
Gavin Hamilton: Maria Coventry, Countess of Coventry, um 1752–1753

Maria Gunning war die älteste Tochter des irischen Offiziers Colonel John Gunning, Gutsherr von Castlecoote im County Roscommon, und seiner Ehefrau Hon. Bridget Bourke, einer Tochter des Politikers Theobald Bourke, 6. Viscount Mayo. Zusammen mit ihrer jüngeren Schwester Elizabeth (1733–1790) wuchs Maria in bescheidenen Verhältnissen auf. Schon früh drängte die Mutter ihre Töchter zur Aufnahme einer Tätigkeit, um ihren Lebensunterhalt zu verdienen.
Maria und Elizabeth Gunning reisten nach Dublin, wo sie für einige Zeit am Stadt-Theater arbeiteten. Dort lernten sie die irische Schauspielerin Margaret Peg Woffington (1720–1760) kennen und freundeten sich mit ihr an. Im Sommer des Jahres 1750 erhielten die beiden Schwestern eine Einladung zu einer Veranstaltung auf Dublin Castle, der Gastgeber war der Earl of Harrington (1690–1756) und damalige Lord Lieutenant of Ireland. Im Jahr darauf reisten Maria und ihre Schwester nach England. Im Londoner Theaterviertel West End und im Vauxhall Garden fanden die beiden eine Anstellung als Schauspielerinnen. Innerhalb kürzester Zeit stieg Maria Gunning zum Liebling der Londoner Gesellschaft auf.

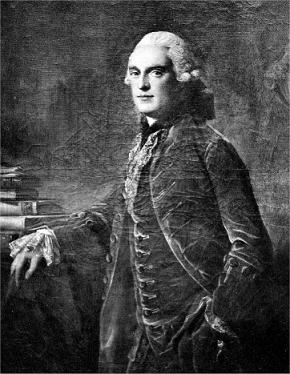
Gavin Hamilton: George William Coventry, 6. Earl of Coventry, Öl auf Leinwand, um 1752–1753

Am 5. März 1752 heiratete Maria Gunning in der St. George’s Church in London den englischen Aristokraten und Politiker George William Coventry, 6. Earl of Coventry (1722–1809). Als dessen Gattin führte sie fortan den Höflichkeitstitel Countess of Coventry. Aus der Verbindung gingen drei Kinder hervor:
- Lady Anne Margaret Coventry ⚭ (1) 1778–1784 Hon. Edward Foley, ⚭ (2) 1788 Captain Samuel Wright;
- Lady Mary Alicia Coventry (1754–1784) ⚭ 1777 Sir Andrew Bayntun-Rolt, 2. Baronet;
- George William Coventry, 7. Earl of Coventry (1758–1831), ⚭ (1) 1777 Lady Catherine Henley, ⚭ (2) 1783 Peggy Pitches.

Lady Coventry starb im Alter von 28 Jahren an den Folgen einer Blutvergiftung – verursacht von bleihaltigen Make-up-Produkten; sie galt in der Londoner Gesellschaft als bekanntes Opfer der Kosmetika. Einige Schönheitsprodukte von damals enthielten hohe Konzentrationen von Blei, Quecksilber und Arsen.